# Alberto Casadei
Alberto Casadei (ur. 15 września 1984 w Forlì) – włoski siatkarz, grający na pozycji atakującego. Od sezonu 2018/2019 występuje w drużynie Volley Forlì.

## Sukcesy klubowe
Puchar Włoch:
- 2015, 2016, 2017

Mistrzostwo Włoch:
- 2016, 2017
- 2015, 2018

Superpuchar Włoch:
- 2015

Liga Mistrzów:
- 2018
- 2017

Klubowe Mistrzostwa Świata:
- 2017

## Sukcesy reprezentacyjne
Mistrzostw Europy Juniorów:
- 2002